# Actebia praecox
Actebia praecox (tên tiếng Anh: Portland Moth) là một loài bướm đêm thuộc họ Noctuidae. Nó được tìm thấy ở miền bắc và miền trung châu Âu, Kavkaz, Trung Á, Xibia, Kamchatka, Sakhalin, quần đảo Kuril, miền bắc Thổ Nhĩ Kỳ, Mông Cổ, Trung Quốc, Hàn Quốc và Nhật Bản.

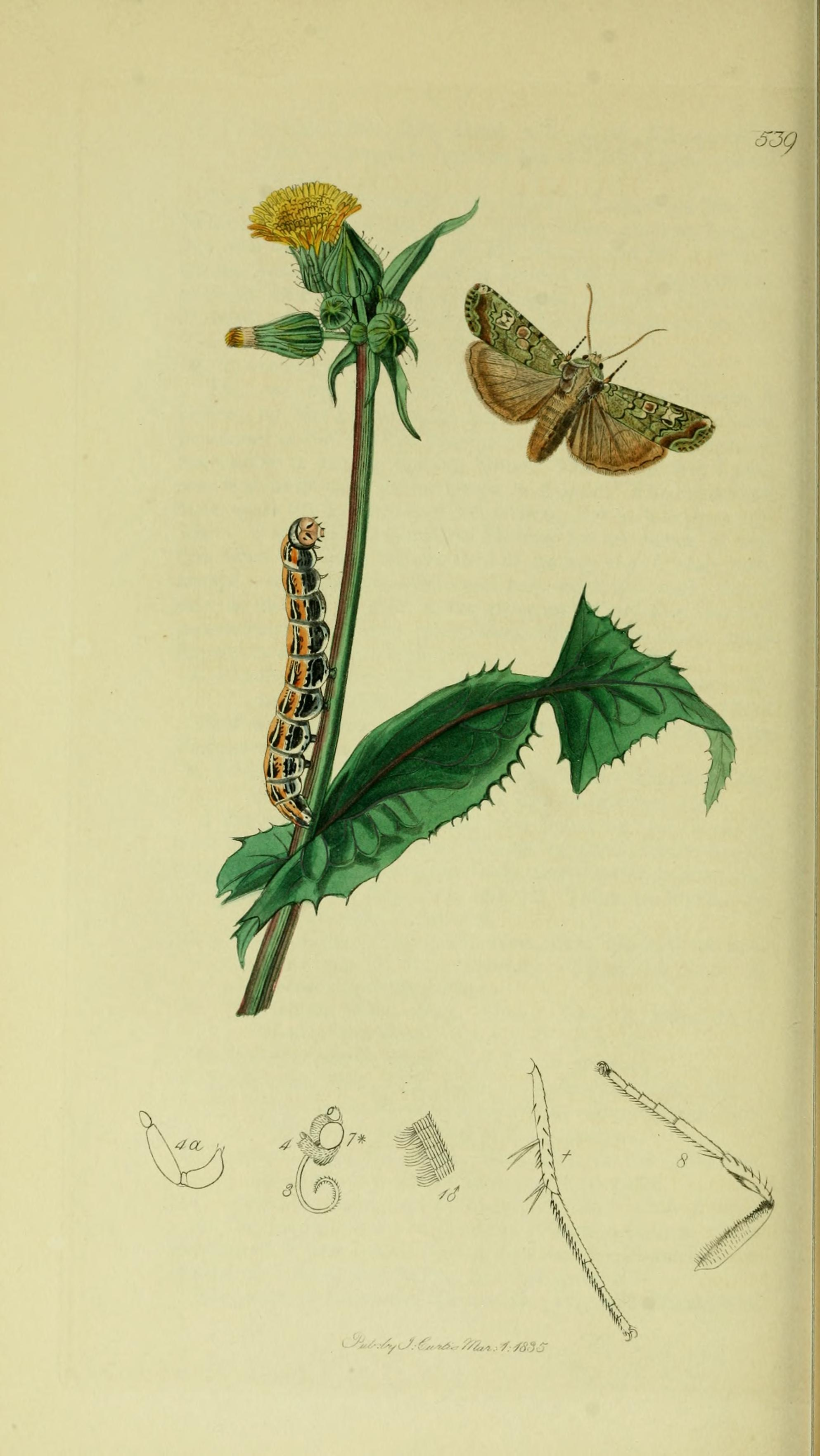
Hình minh họa của John Curtis's British Entomology Volume 5

Sải cánh dài 35–40 mm. Con trưởng thành bay từ tháng 8 đến tháng 9 tùy theo địa điểm.
Ấu trùng ăn Salix repens và other sand-dune plants.

## Hình ảnh

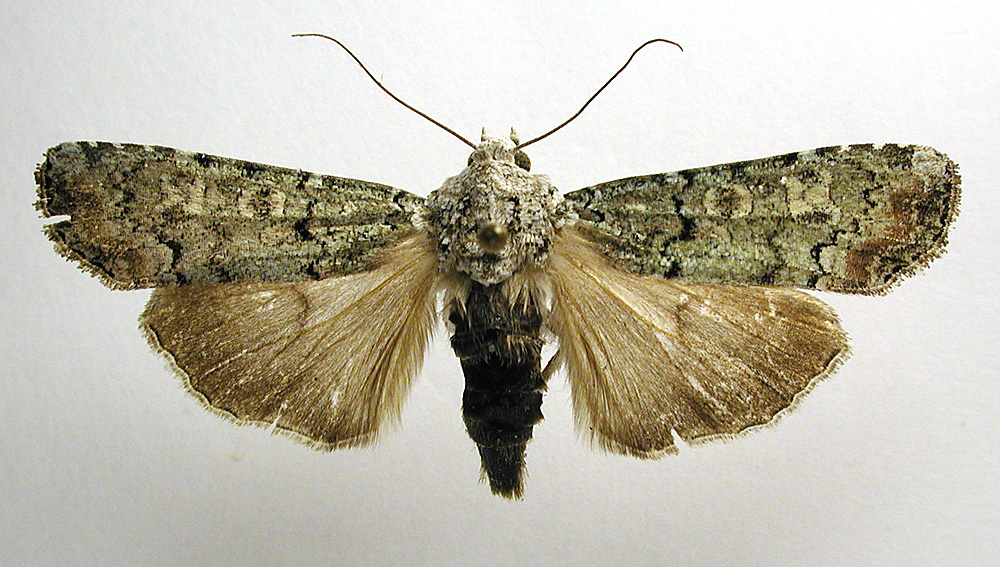
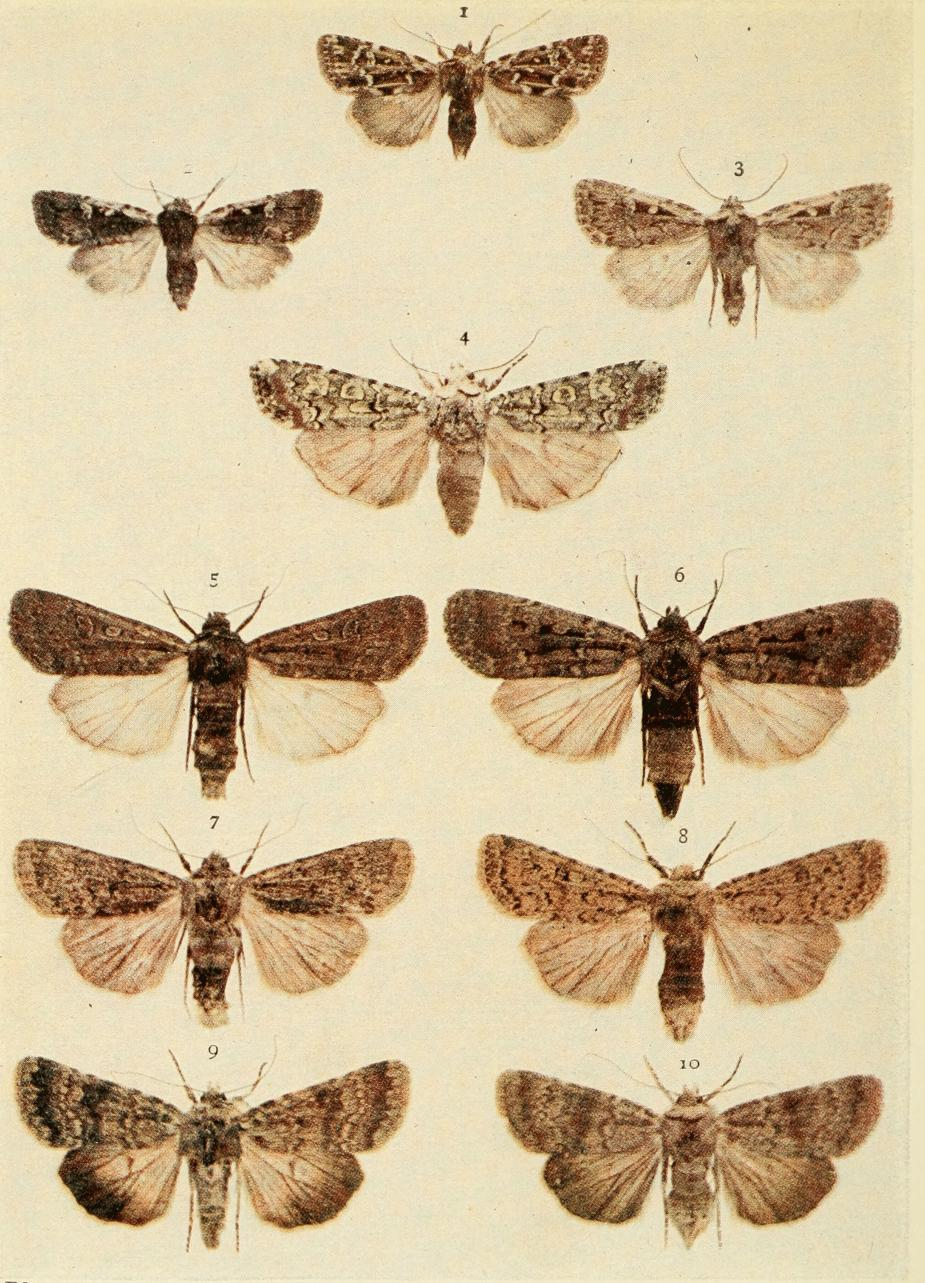